# Патрици, Джамбаттиста
Джамбаттиста Патрици (итал. Giambattista Patrizi; 24 декабря 1658, Рим, Папская область — 31 июля 1727, Феррара, Папская область) — итальянский куриальный кардинал и папский дипломат. Титулярный архиепископ Селевкии Исаврийской с 6 февраля 1702 по 23 апреля 1703. Апостольский нунций в Неаполе с 17 февраля 1702 по 20 декабря 1707. Генеральный казначей Апостольской Палаты с 8 апреля 1708 по 16 декабря 1715. Кардинал-священник с 16 декабря 1715, с титулом церкви Санти-Куаттро-Коронати с 5 февраля 1716 по 31 июля 1727.